# (5205) Servián
(5205) Servián es un asteroide perteneciente al cinturón de asteroides, descubierto el 11 de febrero de 1988 por Seiji Ueda y el astrónomo Hiroshi Kaneda desde el Kushiro Marsh Observatory, Hokkaido, Japón.

## Designación y nombre
Designado provisionalmente como 1988 CU7. Fue nombrado Servián en honor a la paraguaya Berta E. Servián de Flores fue la primera aviadora paraguaya. El aeropuerto de la ciudad de Caazapá lleva su nombre.

## Características orbitales
Servián está situado a una distancia media del Sol de 2,338 ua, pudiendo alejarse hasta 2,441 ua y acercarse hasta 2,235 ua. Su excentricidad es 0,044 y la inclinación orbital 6,373 grados. Emplea 1306,37 días en completar una órbita alrededor del Sol.
El próximo acercamiento a la órbita terrestre se producirá el 14 de marzo de 2040.

## Características físicas
La magnitud absoluta de Servián es 13,6. Tiene 5 km de diámetro y su albedo se estima en 0,322.